# Augochlorella iphigenia
Augochlorella iphigenia är en biart som först beskrevs av Holmberg 1886.  Augochlorella iphigenia ingår i släktet Augochlorella och familjen vägbin. Inga underarter finns listade.